# 淡黃矮鱸
淡黃矮鱸為輻鰭魚綱鱸形目鱸亞目真鱸科的一種，被IUCN列為瀕危保育類動物，為亞熱帶淡水魚，分布於澳洲昆士蘭至新南威爾斯Noosa 河到Richmond河流域，為特有種，體長可達7.5公分，棲息在水生植物生長的溪流、水塘底中層水域，群居，以昆蟲為食，生活習性不明，可作為觀賞魚。

## 擴展閱讀
維基物種上的相關：淡黃矮鱸